# 断舍离
斷捨離（日语：断捨離），為沖道瑜伽（沖ヨガ）創始人沖正弘倡導的瑜伽理念，於1976年提出，在其弟子山下英子的努力普及到世界各地。即“断绝不需要的东西；舍去多余的事物；脱离对物品的执着”，被选为2010年度日本的流行语。山下英子是注册商标“断捨離”的拥有者。2000年，山下英子开始以“杂物管理咨询师”（clutter consultant）的身份在各地开展活動。

## 詞源
東晉瞿曇僧伽提婆譯《中阿含經》：「生欲念不除斷捨離，生恚念、害念不除斷捨離。若不除者，則生煩惱、憂慼；除則不生煩惱、憂慼。是謂有漏從除斷也。」